# ジュニオール・エルドストール
ジュニオール・グンナル・プテラ・エルドストール（Junior Gunnar Putera Eldstål、1991年9月16日 - ）は、マレーシアのサッカー選手。元マレーシア代表。ポジションはDMFまたはCB。

## 経歴

### 幼年時代
スウェーデン人の父とサバ州出身の母の間にマレーシアサバ州コタキナバルで生まれた彼は、2歳の時に家族でスウェーデンに移住し、その後イングランドへと移った。サッカーを始めたのは6歳の時であり、ギルドフォード・セイント・ボーイズで土曜日にサッカーを始めた。12歳の時にサレー・カウンティでプレイする選手に選ばれた事によって彼にとってサッカーは重大な物になっていった。
当初はスウェーデンの市民権しか有していなかったが、母親の故郷であるマレーシアの市民権を後に得た。

### ユース
2004年にオールダーショット・タウンFCに加入しサッカー選手としての一歩を踏み出したが、ここでは専らリザーブチームの一員としての起用であったため、3年所属したのちの2008年にファーンボロFCに移籍した。19歳の時にハートプリー大学のフットボールアカデミーに加入し、スポーツ指導法の学位をサッカー選抜の課程を熟しながら学修した。また、在学中の2012年にはスリムブリッジAFCにも加入した。

### サラワクFA
2013年4月にはマレーシアのサラワクFAと契約を交わし、4月17日のピアラFAマレーシア第二試合、ホームで迎えたケランタンFA戦の残り僅かな時間で交代出場し、初出場となったが、この試合は0-2で敗北した。その後はクラブで活躍し、同年のマレーシア・プレミアリーグ初制覇に貢献した。またこの時のリーグ記録はその後破られていない。
2014年には、2014シーズン末までの契約を更新したが、2013年9月14日の怪我の手術を11月に行い、リハビリに2ヶ月要したのもあり、マレーシア・スーパーリーグでのデビューは遅れる事となった。スーパーリーグでのフル出場は3月になってからの事であったが、スピアー・チャントゥルやライアン・グリフィスのゴールをアシストした。4月15日にはATM FAから得点を奪い、これによって3-2で勝利した。2013、2014両シーズン合わせて、最終的には55試合への出場となった。

### ジョホール・ダルル・タクジムFC
2014年11月11日、同じくマレーシア・スーパーリーグに所属し、東南アジアでも有数のクラブであるジョホール・ダルル・タクジムFCと彼が契約を交わした事が発表され、契約期間は2015年までとの事であった。2015シーズン開幕前のプレシーズンマッチではセンターバックとしてスターティングメンバーに名を連ね、ジョホール・ダルル・タクジムII FC、PKNS FC、ペナンFAと対戦した。
代表には選ばれていないものの、2015年の開幕戦、パハンFA戦では鮮烈なデビューを果たした。そして、スルタン・ハジ・アフメド・シャー・カップではクラブを準優勝に導いた。3月14日にはサイム・ダービーFCに35分に得点を決められたまま1-0でハーフタイムに突入し、彼はミッドフィールダーとしてハリス・ハルン、マルコス・アントニオと共に起用され、61分に得点を決めた。これがジョホール・ダルル・タクジムFCでの初得点となり、2点目は4月24日のペラFA戦で獲得した。

### メトロポリタン・ポリスFC
2019年3月5日、イギリスのメトロポリタン・ポリスFCに加入した。

## 代表歴

### マレーシアXI
2013年7月、カザンで行われるユニバーシアードに挑むハリマウ・ムダAのメンバーに招集されたが、技術的な問題があり、彼はこのメンバーに登録されなかった。しかし7月11日には、16日に行われるチョンブリーFCとの親善試合に挑む代表のメンバー入りを果たした。その後、チェルシーFC、FCバルセロナに挑む際にも招集された。

### マレーシアU-23
2013年9月7日、シンガポールU-23代表戦でU-23代表として初出場を果たした。14日にはムルデカ大会の決勝戦で戦ったミャンマーU-23代表から初得点を奪い、マレーシアの同杯制覇に貢献した。
2014年9月、オン・キム・スウィー監督は2014年アジア競技大会に挑むU-23代表に彼を選出した。アジア競技大会では僅か2試合の出場に止まり、出場した韓国U-23代表では3-0の敗北を喫した。第二試合となったラオスU-23代表戦では、ふくらはぎのちょっとした怪我のために出場機会は無かった。結局、マレーシアU-23代表は9月21日にサウジアラビアU-23代表に0-3で敗北し、グループステージを3位で終え、決勝トーナメント進出とはならなかった。

### A代表
2014年にはA代表入りが期待されていたが、ダラー・サラー監督が率いた2014 AFFスズキカップのメンバーには選出されなかった。

## 個人
幼い頃からマンチェスター・ユナイテッドFCのファンである。
彼はプテラと言うイスラム風の名前を有しているものの、彼自身はキリスト教徒である。因みにプテラまたはプトラと言う名前はサンスクリット語で息子を意味する単語である。

## タイトル

### クラブ
サラワクFA
- マレーシア・プレミアリーグ: 2013

ジョホール・ダルル・タクジムFC
- スルタン・ハジ・アフメド・シャー・カップ: 2015
- マレーシア・スーパーリーグ : 2015, 2016, 2017
- ピアラFAマレーシア : 2016
- マレーシアカップ : 2017
- AFCカップ : 2015

### 代表
マレーシアU-23
- ムルデカ大会: 2013

### 個人
- マレーシアサッカー協会最期待選手賞2013[25]